# Carex bicolor
Carex bicolor All. es una especie de planta herbácea de la familia de las ciperáceas.

## Descripción
Es una pequeña planta que se distingue por el color verde - azulado de los utrículos, sin pico, que contrasta con el color negruzco de la gluma. Laxamente cespitosa, con entrenudos no muy largos. Tallos 2,5-8(10) cm, trígonos, lisos o escábridos hacia el ápice. Hojas (0,8)1-2,5(3,1) mm de anchura, de longitud menor o raramente algo mayor que los tallos, ásperas en los bordes y el nervio medio del envés hacia el ápice, planas, muy papilosas, glaucas, ± blandas; lígula hasta 1,5 mm, de ápice obtuso o redondeado; sin antelígula; vainas basales con limbo desarrollado, a veces las más inferiores escuamiformes, enteras o algo rotas, pardas. Bráctea inferior foliácea, raramente setácea, de longitud mayor o menor que la inflorescencia, no o cortamente envainante. Espigas 2-4, de 3,5-7(10) mm, anchamente ovoides, aproximadas o la inferior separada, frecuentemente subbasilar, la superior ginecandra, raramente masculina, el resto femeninas, las superiores sésiles o casi, las inferiores pedunculadas, erectas. Glumas ovales, obtusas, en ocasiones agudas o cortamente mucronadas, negruzcas, sin margen escarioso, de menor longitud que los utrículos. Utrículos 1,5-2,1 × 0,9-1,1 mm, erectos o suberectos, de contorno elíptico u obovado, biconvexos, con los nervios no perceptibles, glabros, muy densamente papilosos, con papilas bastante elevadas, blanquecinos o grisáceos, sin pico. Aquenios 1-1,5 × 0,8-1 mm, de contorno obovado o elíptico, biconvexos o plano- convexos, de color pardo. Tiene un número de cromosomas de 2n = 16*, 32*, ca. 48*, 50*, 52*.

## Hábitat y distribución
Planta de distribución circumboreal, desde las montañas Altái al Este hasta Europa, llegando a algunas montañas del Sur, como los Pirineos en sus dos vertientes; las localidades del Pirineo Aragonés son las únicas conocidas de la península ibérica. Crece en los pastos higroturbosos y depresiones encharcadas del piso alpino en altitudes desde los 2100 a 2700 m s. n. m. Florece en julio-agosto.
En España la mayor parte de sus poblaciones se encuentran en el Parque nacional de Ordesa y Monte Perdido de donde se ha descrito una nueva comunidad vegetal, el Leontodon duboisii-Caricetum bicoloris.

## Taxonomía
Carex bicolor fue descrita válidamente por Carlo Allioni y publicado en Flora Pedemontana 2: 267. 1785.
Etimología
Ver: Carex
bicolor; epíteto latino que significa "con dos colores".
Sinonimia
- Vignea bicolor (Bellardi ex All.) Rchb. in Mössler & Rchb. 1830
- Carex androgyna Balb. 1801
- Carex cenisia Balb. 1803
- Carex pusilla Pers. 1807, pro sin.
- Carex minima Boullu 1878
- Carex bicolor var. minima (Boullu) Nyman 1890[6][7]